# Charles-Paul Chaigneau
Pour les articles homonymes, voir Chaigneau.
 (juillet 2015).
Charles-Paul Chaigneau, né  le 12 juin 1879 à Barbizon (Seine-et-Marne) et mort le 30 mai 1939 en son domicile dans le 7e arrondissement de Paris, est un peintre français.

## Biographie
Fils de Ferdinand Chaigneau (1830-1906), artiste peintre d'origine bordelaise, il naît à Barbizon (qui n'était à l'époque qu'un hameau de la commune de Chailly-en-Bière) dans la maison paternelle dite La Bergerie. Il est formé par son père et peint, dans le même registre, des scènes pastorales, des couchers de soleil et des bergers gardant des moutons.
En 1927, la municipalité de Barbizon le nomme conservateur du musée de l'atelier de Théodore Rousseau, en compagnie de Marcel Jacque, le fils du peintre Charles Jacque.
Pour des raisons financières, la municipalité annule les délibérations créant le musée et donne à bail le local et son contenu en exploitation privée à un marchand d'art. Ce qui constituait le fonds de ce premier musée est vendu.

## Collections publiques
- Musée des beaux-arts de Rennes :
  - Barbizon
  - Crépuscule